# Широкий (Нижнедевицкий район)
Широкий — хутор в Нижнедевицком районе Воронежской области. Является самым западным населённым пунктом региона.
Входит в состав Кучугуровского сельского поселения.

## География
Расположен на границе Воронежской и Курской областей.

### Улицы
- ул. Зелёная